# Franco Scaglione
Franco Scaglione (* 26. September 1916 in Florenz; † 19. Juni 1993 in Suvereto) war ein italienischer Flugzeugingenieur und Automobildesigner.

## Leben
Scaglione war der ältere Sohn des Militärarztes Vittorio Scaglione und von Giovanna Fabbri, tätig beim italienischen Roten Kreuz, und entstammte einer alten Florentiner Adelsfamilie, Nachfahren der Grafen Martirano San Nicola e Mottafilocastro. Scagliones Vater verstarb, als Franco sechs Jahre alt war. Nach dem Besuch des humanistisches Gymnasiums schrieb er sich für das Studium der Luft- und Raumfahrttechnik in Bologna ein, musste aber zunächst seinen Militärdienst absolvieren, zuletzt im Dienstgrad Unterleutnant. Zu seinen Hobbys zählten Literatur, Tennis, Reiten und Rudern. Nach dem Militärdienst setzte er sein Studium fort, meldete sich während des Zweiten Weltkriegs aber freiwillig, um beim militärischen Schadensamt zu dienen. Zuletzt eingesetzt an der libyschen Front, geriet er am 24. Dezember 1941 in El Duda im Süden von Tobruk in britische Kriegsgefangenschaft und wurde ins indische Yol deportiert. 1946 wurde er aus der Kriegsgefangenschaft entlassen und kehrte am 26. Dezember nach Italien zurück. Als Franco in Carolei seine Mutter traf, erfuhr er, dass sein Bruder Eugenio im Kriegseinsatz gefallen war. Franco blieb ein Jahr in Carolei, bevor er sich in Bologna auf Arbeitssuche begab.
Vom Ziel verfolgt, Autos zu entwerfen, war er zunächst erfolgreich in der Modebranche tätig. Am 25. September 1948 heiratete er Maria Luisa Benvenuti, die am 10. September 1950 die gemeinsame Tochter Giovanna zur Welt brachte. Im April 1951 zog die Familie nach Turin, wo zu dieser Zeit die bedeutendsten Karosseriebauer ansässig waren. Hier lernte er Battista Pininfarina kennen, der seine Entwürfe sehr schätzte. Zu einer Zusammenarbeit kam es jedoch nicht, da Pininfarina die Anbringung des Schriftzuges der eigentlichen Designer auf seinen Fahrzeugen ablehnte. Als er "Nuccio" Bertone kennenlernte, gründete er mit ihm eine Firma, die eine Reihe außergewöhnlicher Autos entwarf, darunter zunächst das Abarth 1500 Biposto Coupé, das 1952 auf dem Turiner Autosalon gezeigt wurde, der legendäre Entwurf des Alfa Romeo B. A. T. und die Giulietta Sprint und Giulietta SS. Weitere bekannte Entwürfe waren ein Arnolt-Aston Martin DB2/4-Spider-Modell, das 1954 auf der Autoschau in New York City präsentiert wurde und das Design der Sportiva-Version des Alfa Romeo 2000. Seine Handschrift trugen auch der Arnolt-Bristol (1953) und der NSU Sport-Prinz. Als Scaglione 1959 die Firma verließ, übernahm Giorgio Giugiaro seinen Stuhl.
Er selbst befasste sich zunächst mit dem Design des Porsche-Abarth Carrera GTL (1959) auf Basis des Porsche 356, später mit dem des Lamborghini 350 GTV (1963), dem des ATS 2500 GT (1964) der Automobili Turismo e Sport und dem des Alfa Romeo Tipo 33 sowie mit verschiedenen Modellentwürfen für die Turiner Firma Costruzione Automobili Intermeccanica, zum Beispiel die Modelle Apollo, Torino, Italia GFX, Italia IMX, Indra und Murena. Mit dem Konkurs in Italien von Intermeccanica und der Wirtschaftsflucht des damaligen Besitzers und Unternehmers Frank Reisner mit der Firma über die Vereinigten Staaten nach Kanada verlor Scaglione sein ganzes Privatvermögen, das er in die Produktion des Modells Indra investiert hatte.
Auf Grund der Enttäuschung zog er sich aus dem Arbeitsleben zurück, ging 1981 nach Suvereto und lebte dort sehr zurückgezogen. Zehn Jahre später erkrankte er an Lungenkrebs und verstarb nach dreijährigem Leiden.

## Projekte
1951–1952
- Lancia Aurelia B50 Coupé (5 Stück; Carrozzeria Balbo) und weitere zwei Typen

1952
- Fiat 1100 „Utiletta Frasca“ (Carrozzeria Ansaloni)
- Abarth 1500 Berlinetta Bertone
- Fiat-Siata 208 CS Spider Competizione Bertone
- Fiat-Siata 208 CS Coupé 2+2 Bertone

1953

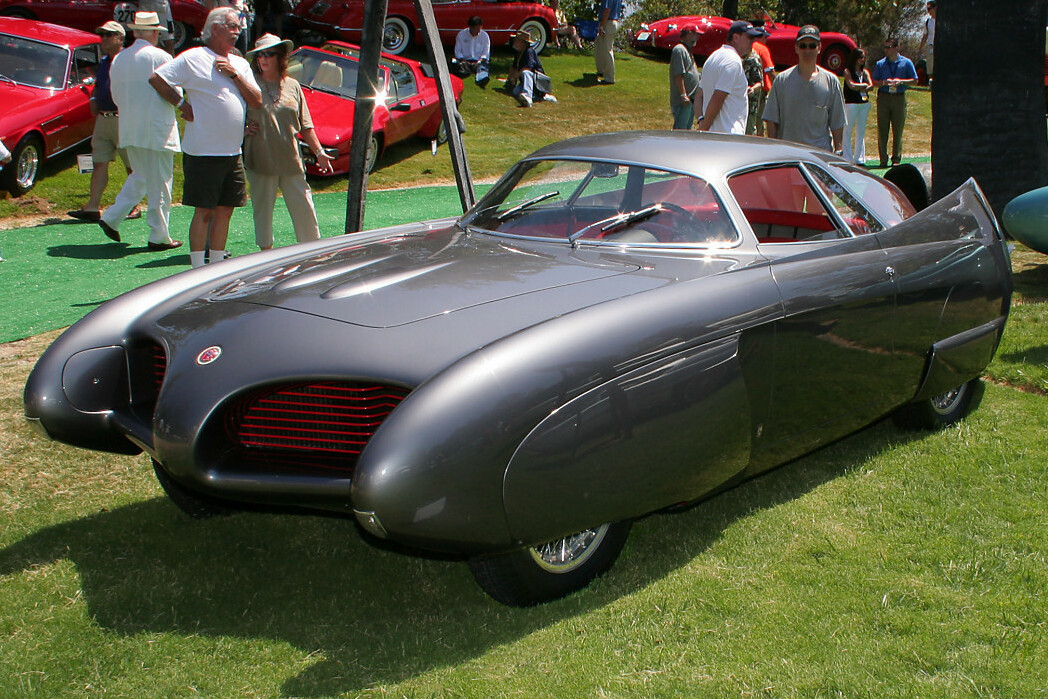
Alfa Romeo B.A.T. 5 Bertone

- Fiat-Stanguellini 1100 / 103 TV Berlinetta Bertone
- Fiat 1100 / 103 TV Savio Sport Berlinetta
- Alfa Romeo Berlinetta Aerodinamica Tecnica B.A.T. 5 Bertone
- Alfa Romeo 1900L Berlina 2-Türer Bertone
- Arnolt-Aston Martin DB 2/4 Roadster Competizione Bertone (2 Exemplare)
- Arnolt-Aston Martin DB 2/4 Spider Bertone
- Ferrari-Abarth 166 MM/53 Spider Competizione Bertone
- Arnolt-Bristol

1954

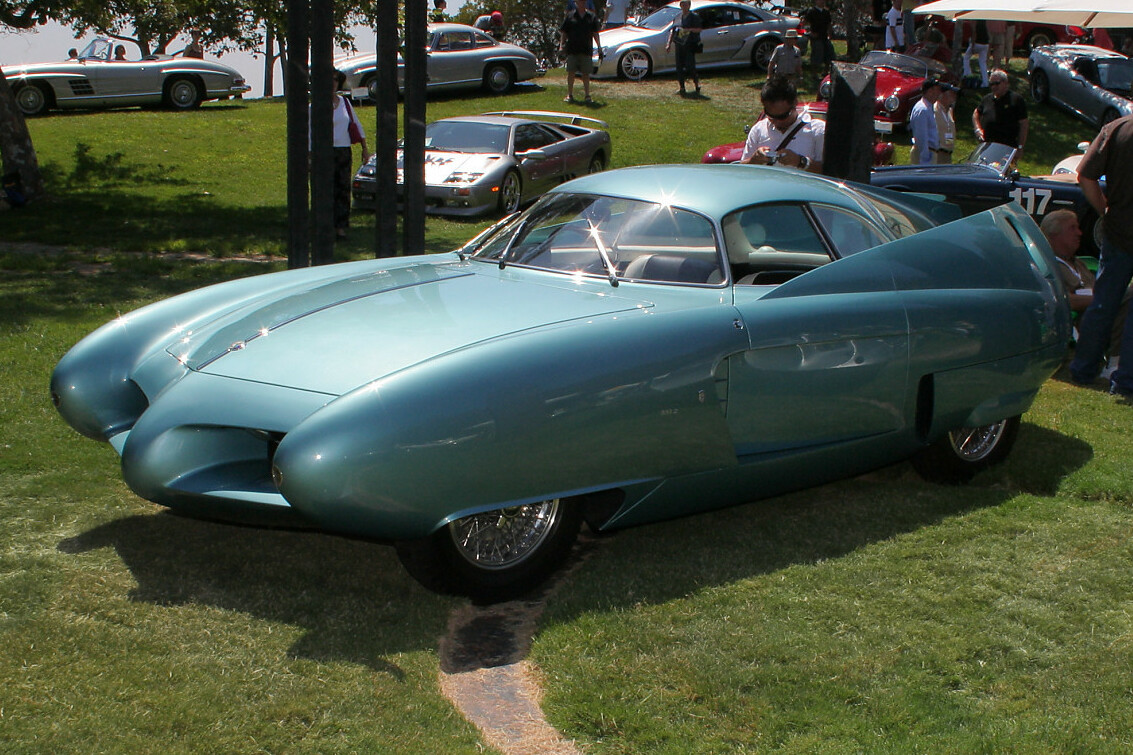
Alfa Romeo B.A.T. 7 Bertone

- Arnolt-Bristol 404 X spider Gran Turismo Bertone
- Arnolt-Bristol 404 X coupé Gran Turismo Bertone
- Fiat-Siata 208 CS Coupé
- Alfa Romeo „2000 Sportiva“ Berlinetta Competizione (Prototyp) Bertone
- Alfa Romeo „2000 Sportiva“ Spider Competizione (Prototyp) Bertone

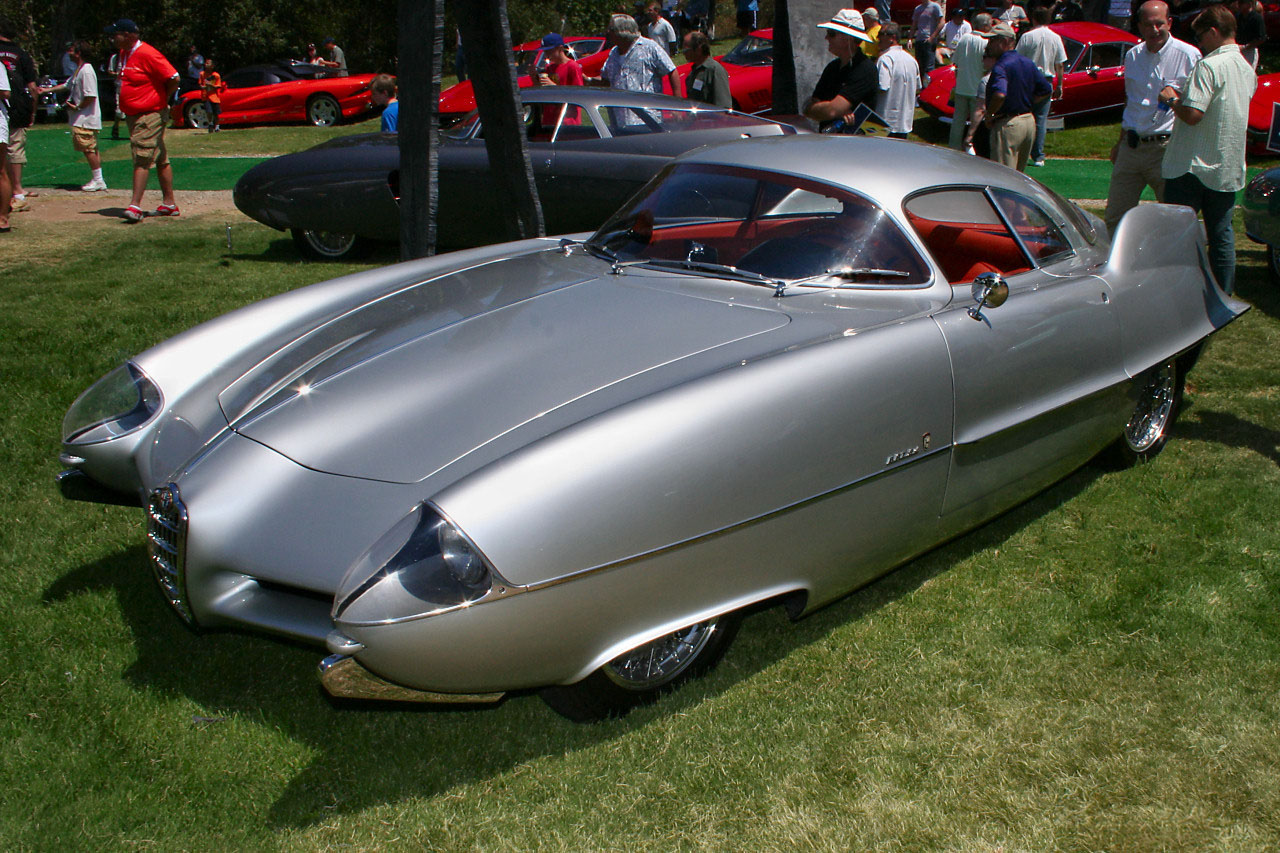
Alfa Romeo B.A.T. 9 Bertone

- Alfa Romeo Giulietta Sprint Berlinetta Bertone
- Alfa Romeo Berlinetta Aerodinamica Tecnica B.A.T. 7 Bertone
- Fiat-Stanguellini 1100 / 103 TV „Cheetah“ Spider Bertone

1955
- Alfa Romeo Giulietta Sprint Spider Prototyp 004 Bertone
- Alfa Romeo Giulietta Sprint Spider Prototyp 002 Bertone
- Alfa Romeo 1900 cabriolet „Perla“ Bertone
- Alfa Romeo Berlinetta Aerodinamica Tecnica B.A.T. 9 Bertone

1956
- Fiat-Abarth 750 Record Bertone
- Fiat Abarth coupé 215 A Bertone
- Fiat Abarth spider 216 A Bertone
- Arnolt-Aston Martin DB2/4 Cabriolet Bertone

1957
- Fiat-Stanguellini 1200 Spider „America“ Bertone
- Aston Martin DB2/4 Coupé Bertone
- Jaguar XK 150 Coupé Bertone
- Alfa Romeo Giulietta Sprint Speciale Berlinetta Bertone

1958
- Alfa Romeo-Abarth 1000 Berlinetta Competizione Bertone
- NSU Prinz Sport Coupé (rund 1700 Erstfahrzeuge wurden von Bertone produziert)
- NSU Prinz Sport Spider Wankel (Design von Scaglione; entwickelt in seiner Abwesenheit; Prototyp 1960 und Produktion ab 1963)

1959
- Maserati 3500 GT Coupé Bertone
- Fiat-Osca 1500 Berlinetta Bertone
- Fiat 1200 „Granluce“ Berlinetta Bertone
- Alfa Romeo 2000 „Sole“ Bertone
- NSU Prinz 4 Berlina Prototyp
- Beendigung der Zusammenarbeit mit Bertone

1960

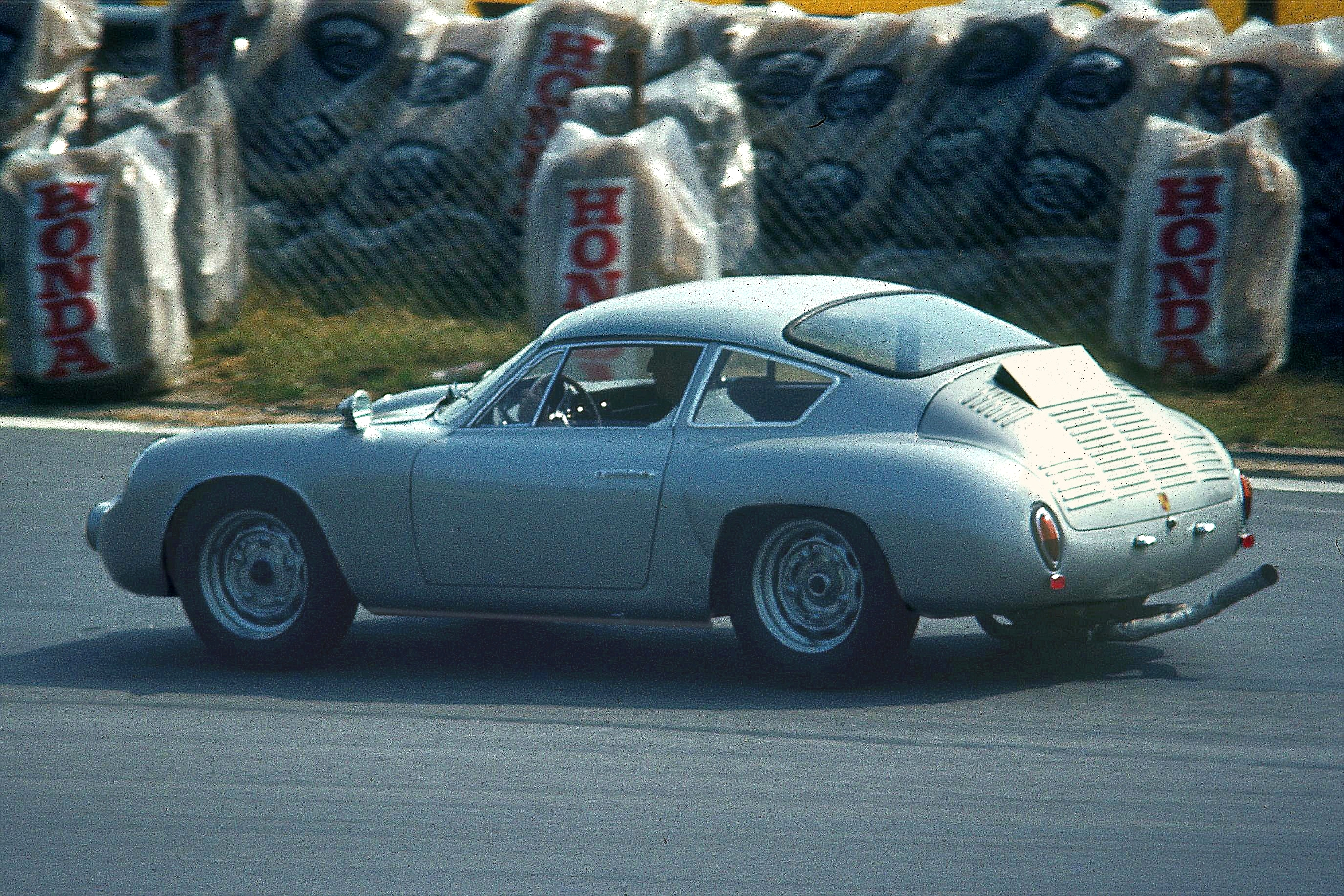
Porsche-Abarth Carrera GTL

- Porsche-Abarth Carrera GTL Berlinetta, Carrozzeria Rocco Motto

1961
- Überarbeitung für die Intermeccanica des „Apollo“ Berlinetta 2+2

1962
- Maserati Birdcage tipo 64 Scuderia SSS Repubblica di Venezia

1963

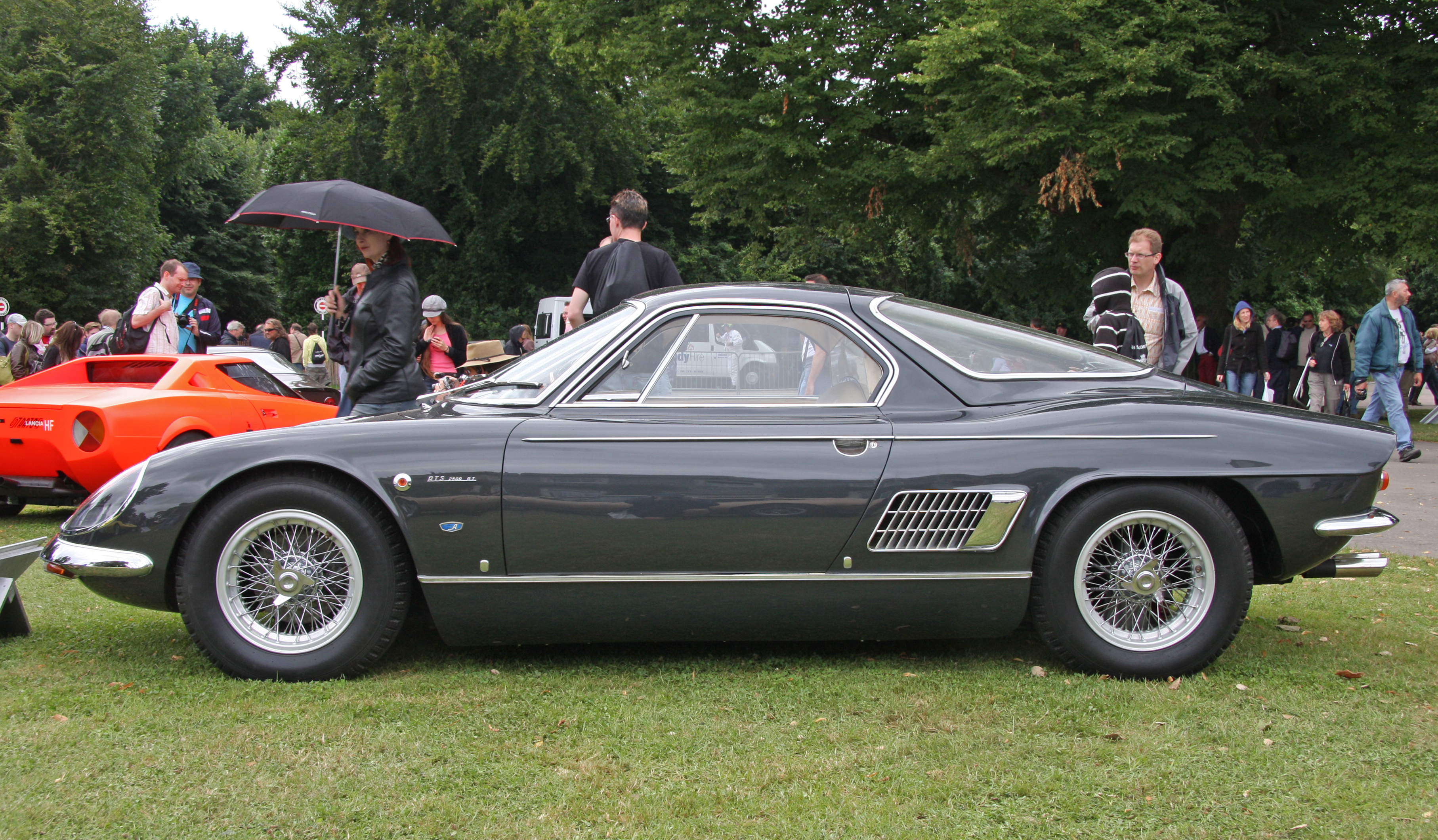
A.T.S. 2500 GT

- Prince Motors „Skyline 1900 Sprint“ Berlinetta
- Apollo GT
- Apollo cabriolet
- Lamborghini 350 GTV Prototyp
- Stanguellini-Guzzi „Colibrì“ Record
- A.T.S. 2500 GT Berlinetta Allemano

1964
- Intermeccanica „Griffith“ Coupé (und vermutlich auch ein Cabriolet)

1966
- Titania „Veltro (italienisch für Jagd- oder Windhund) GTT“
- Intermeccanica „Torino“ Cabriolet und Coupé

1967
- Alfa Romeo 33 Stradale

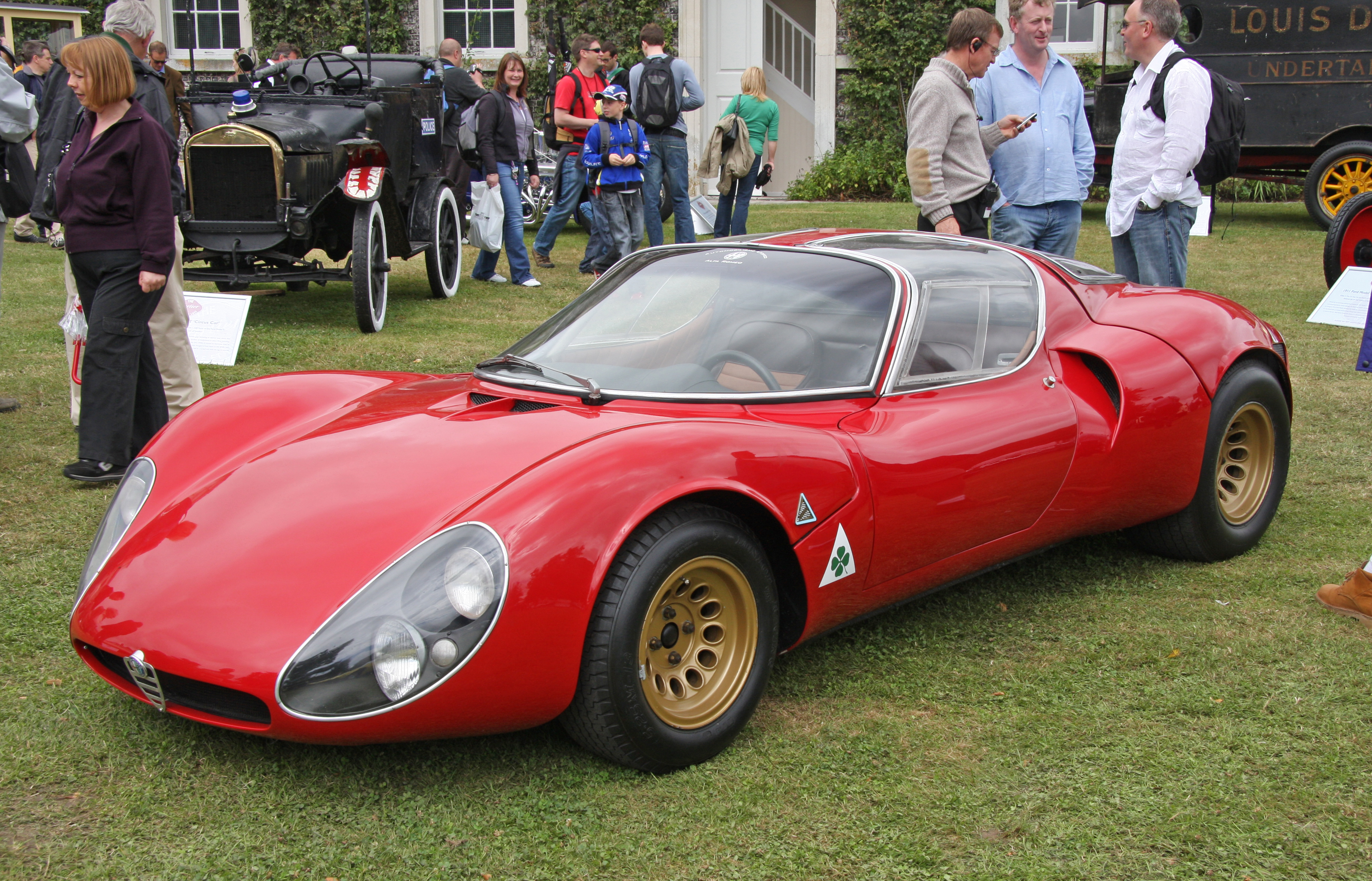
Alfa Romeo 33 Stradale

- Intermeccanica „Italia GFX“ Cabriolet und Coupé

1969
- Intermeccanica „Murena 429 GT“ Station Wagon

1970
- Intermeccanica „Italia IMX“ Berlinetta Competizione

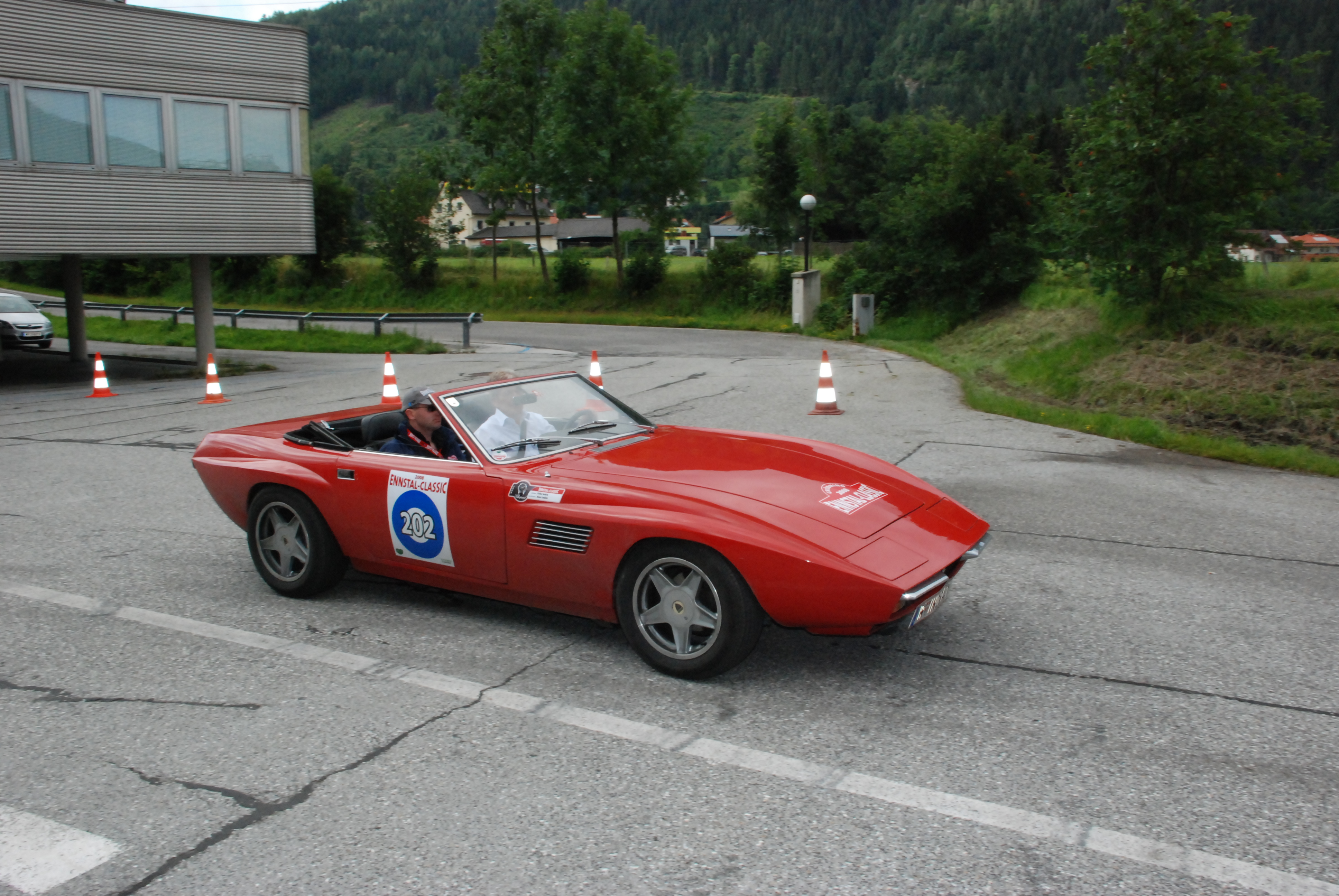
Intermeccanica Indra

1971
- Intermeccanica „Indra“ Cabriolet

1972
- Intermeccanica „Indra“ Coupé